# Hội đồng Nhà nước (Đế quốc Nga)

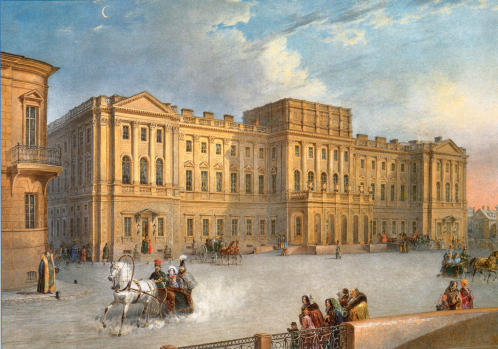
Cung điện Marie trên Quảng trường Thánh Isaac là trụ sở của Hội đồng Nhà nước trong thế kỷ 20.

Hội đồng Nhà nước (tiếng Nga: Госуда́рственный сове́т, IPA: [ɡəsʊˈdarstvʲɪn(ː)ɨj sɐˈvʲet]) là tình trạng cơ quan tư vấn tối cao cho Sa hoàng trong Đế quốc Nga. Từ năm 1906, đây là thượng viện của quốc hội theo Hiến pháp Nga năm 1906.

## Thế kỷ 18
Hội đồng Sa hoàng thời kỳ đầu còn nhỏ và chủ yếu giải quyết vấn đề chính trị đối ngoại.
Pyotr I của Nga đã giới thiệu Hội đồng bí mật. Yekaterina I của Nga đã giới thiệu Hội đồng Cơ mật Tối cao. Vai trò của nó thay đổi trong thời gian trị vì khác nhau.
Pyotr III của Nga đã thành lập Hội đồng Hoàng gia vào ngày 20 tháng 5 năm 1762 ("пмператорстй овет"), hoặc, chính thức là "Hội đồng tại Tòa án tối cao" ("Совет при высочайшем дворе") ngay sau khi kế vị Ekaterina II của Nga.

## 1810–1906
Hội đồng Nhà nước được thành lập bởi Aleksandr I của Nga vào năm 1810 như một phần của cải cách Speransky. Mặc dù được Speransky dự tính là thượng viện của quốc hội Nga, nhưng đây thực sự là một cơ quan lập pháp tư vấn bao gồm những người mà Sa hoàng có thể tin tưởng. Số lượng thành viên khác nhau ở các thời kỳ khác nhau. Khi thành lập năm 1810, có 35 thành viên; năm 1890 có 60. Nhiệm vụ chính của Hội đồng là điều tra sơ bộ, ban hành và bãi bỏ luật pháp.
Có bốn viện của Hội đồng: Lập pháp; Quản trị dân sự và giáo hội; Kinh tế nhà nước; và Công nghiệp, Khoa học và Thương mại. Mỗi bộ phận có cán bộ chủ trì riêng (Bộ trưởng Bộ Ngoại giao) và gặp gỡ riêng để thảo luận về các vấn đề được giao cho các bộ của họ. Ngoài ra còn có các phiên họp toàn thể của toàn Hội đồng do Chủ tịch Hội đồng Nhà nước chủ trì.
Hội đồng như một toàn bộ các dự án luật được đề xuất bởi các bộ trưởng là cựu thành viên. Phần lớn các phiên của họ liên quan đến ngân sách và chi tiêu nhà nước nhưng họ sẽ kiểm tra bất cứ điều gì gửi cho họ. Họ không có thẩm quyền đề xuất thay đổi luật, để kiểm tra bất cứ điều gì không được đệ trình cho họ để kiểm tra hoặc thẩm quyền ra quyết định. Hội đồng chỉ đưa ra khuyến nghị cho quốc vương, người có thể hỗ trợ đa số, thiểu số hoặc coi thường các khuyến nghị của Hội đồng, như ông thấy phù hợp. Có người cho rằng nó "không tham gia vào việc xây dựng chính sách đối ngoại và việc tiếp cận hoàng đế của các thành viên của nó rất hạn chế.

## 1906–1917
Trong năm 1906, 1919, vị thế của Hội đồng Nhà nước được quy định bởi Hiến pháp Nga năm 1906. Chủ tịch của nó đã được chỉ định bởi Sa hoàng. Một nửa số thành viên của nó được Sa hoàng bổ nhiệm từ những người nổi bật trong nghĩa vụ dân sự và quân sự, và một nửa do bầu cử từ nhiều loại xã hội, riêng biệt:
- 56 chỗ ngồi từ zemstvo (1 từ mỗi guberniya),
- 18 ghế từ Hội đồng Quý tộc,
- 6 ghế từ Giáo hội Chính thống giáo Nga: 3 người trong số họ là giáo sĩ da trắng và 3 người từ giáo sĩ da đen (tu sĩ),
- 12 ghế từ các ủy ban giao dịch chứng khoán, phòng thương mại và hiệp hội doanh nghiệp,
- 6 ghế từ Học viện Khoa học Nga,
- 2 ghế từ Quốc hội Phần Lan, từ chối cử đại biểu.

Hội đồng Nhà nước là thượng viện của quốc hội, trong khi Duma Quốc gia của Đế quốc Nga là hạ viện. So với Hạ viện Anh đương thời và Thượng viện Phổ, thượng viện Nga được thành lập dân chủ hơn, vì một nửa số thành viên của nó được bầu cử dân chủ từ các khu vực khác nhau trong xã hội, trong khi thượng viện bao gồm các đồng nghiệp di truyền, và Nhà lãnh chúa bao gồm đồng nghiệp di truyền và giáo sĩ từ các giáo phận đặc quyền.
Hội đồng Nhà nước đã không còn tồn tại sau Cách mạng Tháng Hai năm 1917.